# Лінкольн (Мен)
Лінкольн (англ. Lincoln) — місто (англ. town) в США, в окрузі Пенобскот штату Мен. Населення — 5085 осіб (2010).

## Демографія
Згідно з переписом 2010 року, у місті мешкало 5085 осіб у 2045 домогосподарствах у складі 1415 родин. Було 2866 помешкань
Расовий склад населення:
| - 97,1 % — білих - 0,6 % — корінних американців - 0,4 % — азіатів - 0,3 % — чорних або афроамериканців |

До двох чи більше рас належало 1,5 %. Частка іспаномовних становила 1,0 % від усіх жителів.
За віковим діапазоном населення розподілялося таким чином: 23,1 % — особи молодші 18 років, 59,7 % — особи у віці 18—64 років, 17,2 % — особи у віці 65 років та старші. Медіана віку мешканця становила 42,3 року. На 100 осіб жіночої статі у місті припадало 95,6 чоловіків;  на 100 жінок у віці від 18 років та старших — 94,6 чоловіків також старших 18 років.
Середній дохід на одне домашнє господарство  становив 62 631 долар США (медіана — 40 000), а середній дохід на одну сім'ю — 69 731 долар (медіана — 44 344). Медіана доходів становила 43 408 доларів для чоловіків та 30 691 долар для жінок. За межею бідності перебувало 16,0 % осіб, у тому числі 21,3 % дітей у віці до 18 років та 4,3 % осіб у віці 65 років та старших.
Цивільне працевлаштоване населення становило 2156 осіб. Основні галузі зайнятості: освіта, охорона здоров'я та соціальна допомога — 32,1 %, роздрібна торгівля — 16,7 %, будівництво — 11,1 %, транспорт — 10,1 %.